# كرانتش (شوكولاتة)

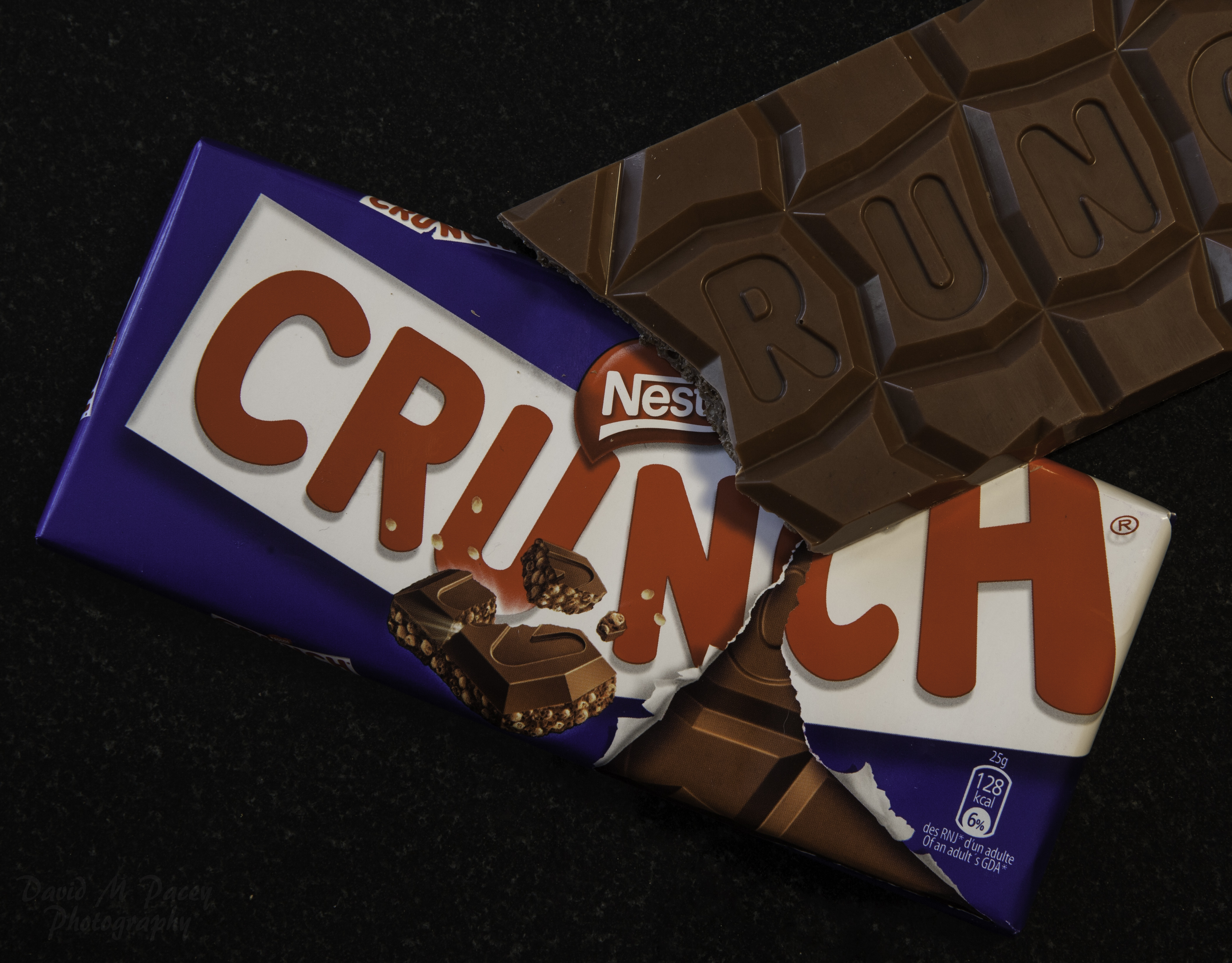
غلاف نستله كرنش

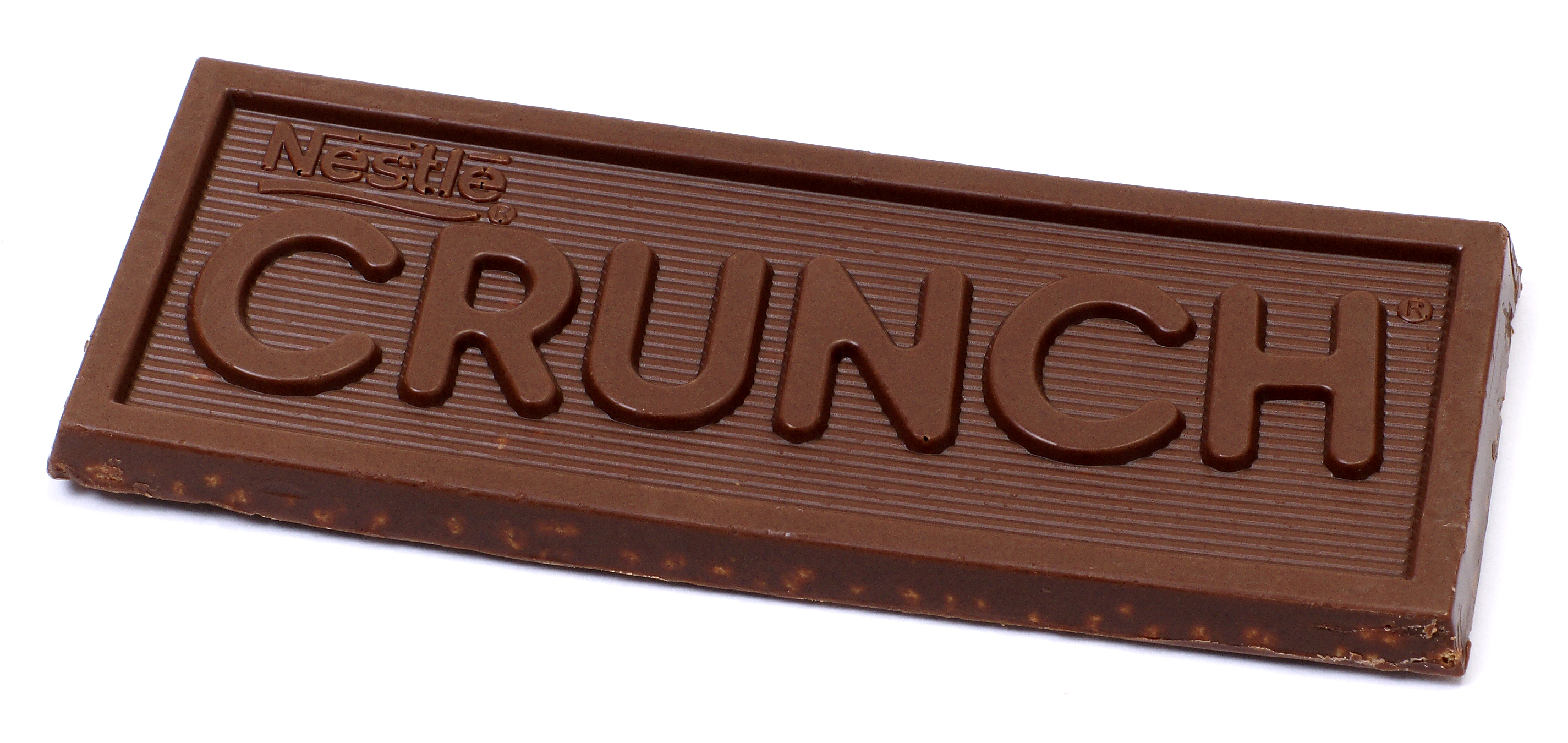
شوكولاتة نستله كرانش كاملة

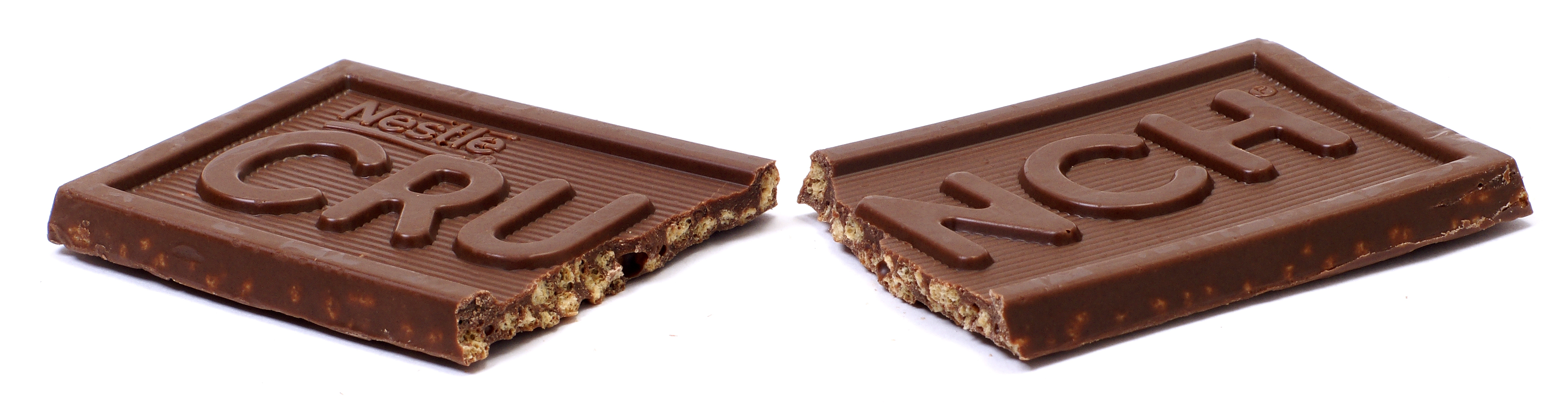
شوكولاتة نستله كرانتش منقسمة

كرانتش (بالإنجليزية: Crunch)‏ تُعرف خارج الولايات المتحدة باسم نستله كرانتش، هي عبارة عن لوح شوكولاتة مصنوع من شوكولاتة الحليب والأرز المقرمش. يتم إنتاجها عالميًا من قبل شركة نستله باستثناء الولايات المتحدة، حيث يتم إنتاجها بموجب ترخيص من شركة فيريرا كاندي، وهي شركة تابعة لشركة فيريرو.

## تاريخ
تم بيع نستله كرانتش لأول مرة في عام 1938.
تم بيعها في المملكة المتحدة على أنها دايري كرانتش منذ تقديمها في منتصف الستينيات وحتى التسعينيات عندما تم تغيير علامتها التجارية إلى كرانتش.
في يناير 2018، أعلنت نستله عن خطط لبيع ماركات الحلويات الأمريكية (بما في ذلك حقوق الولايات المتحدة في كرانتش) إلى صانع الشوكولاتة الإيطالي فيريرو، صانع نوتيلا، مقابل 2.8 مليار دولار أمريكي. طويت فيريرو العلامات التجارية المكتسبة في عمليات شركة شركة فيريرا كاندي.

## روابط خارجية
- الموقع الرسمي الولايات المتحدة